# Young Maylay
Young Maylay, pseudonimo di Chris Bellard (Los Angeles, 17 giugno 1979), è un rapper e attore statunitense.
Proveniente dalla California, è conosciuto principalmente per aver doppiato Carl "CJ" Johnson, protagonista del videogioco Grand Theft Auto: San Andreas, e per averne composto la colonna sonora.
È anche il cugino di Shawn Fonteno, doppiatore di Franklin Clinton nel videogioco Grand Theft Auto V.

## Biografia

### Origini
Chris Bellard nasce il 17 giugno 1979 a Los Angeles, California. Cresce coinvolto tra guerre fra le varie bande di strada losangeline, lui stesso infatti è membro dei Crips, ed inizia ad appassionarsi al rap sin da piccolo.
Sceglie di intraprendere la carriera da rapper quando si rende conto che non ha altri mezzi per portare soldi a casa; incontra così King T, il quale non lo aiuta solamente a crescere come rapper, ma anche come persona.

## Carriera musicale

### Primi anni: 2000 – 2005
La sua carriera di rapper alla fine decollò nel 2000, all'età di 21 anni. Con l'aiuto di King T, Maylay fece la sua prima apparizione in Thug Thyle di Killa Tay, con la canzone #1 Hottest Coast (Killa Cali) nel 2000. Più tardi è apparso Rodney O e Joe Cooley Summer Heat nel 2002. Da allora, è stato presentato in molte pubblicazioni in tutta la costa occidentale. Maylay ha scritto la maggior parte dell'album di King T Cronache spietate. Ha fondato la sua etichetta indipendente nel 2005 con i soldi di GTA San Andreas e ha pubblicato il suo mixtape di debutto nello stesso anno.

## Discografia
- 2005: San Andreas: The Original Mixtape
- 2008: The Real Coast Guard
- 2014: Back Up On The Scene

## Doppiaggio
- Grand Theft Auto: San Andreas – videogioco (2004)